# Sånga
Sånga är kyrkbyn i Sånga socken i Sollefteå kommun i Ångermanland
Byn ligger norr om Ångermanälven cirka fem kilometer öster om Sollefteå och här återfinns Sånga kyrka.